# スサナ・チャベス

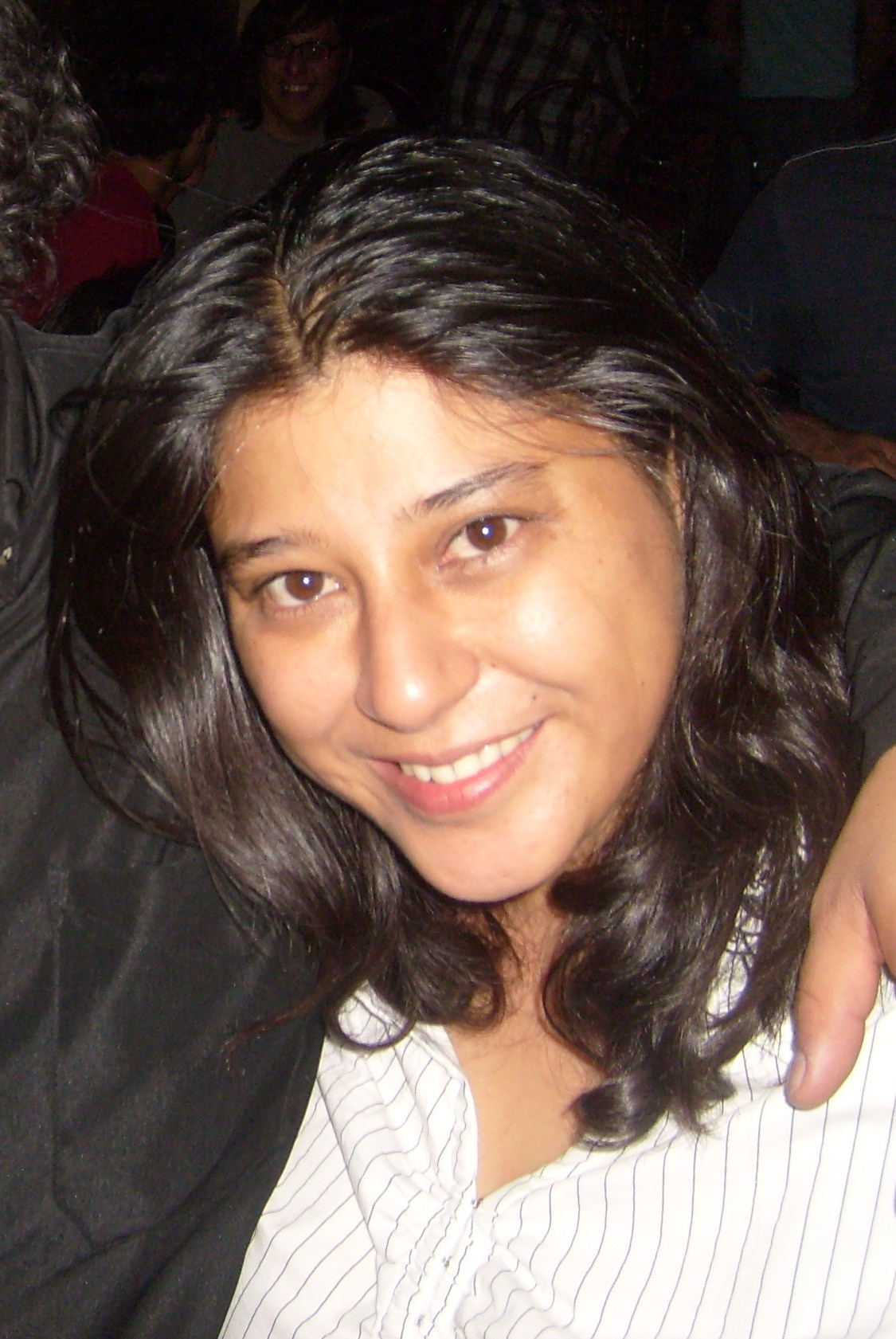
スサナ・チャベス・カスティージョ

スサナ・チャベス・カスティージョ (Susana Chávez Castillo、1974年11月5日 – 2011年1月6日) は、メキシコの詩人、人権活動家。生まれてから人生の大半を故郷のシウダー・フアレスで過ごした。
「これ以上一人も死なせない」（スペイン語: “Ni una muerta más”）という言葉の作者として知られる。この言葉は、フアレスでの女性たちの苦境を伝え、1993年以来続いた女性を標的にした殺人を終わらせるために活動する人権団体やその支持者たちによって用いられた。
フアレスのコロニア・クアウテモク地区で、殺害され遺体を損壊された状態で発見された。遺体の身元確認は2011年1月11日に行われた。36歳であった。

## 生涯と著作
スサナ・チャベスは11歳のときに詩の世界へ足を踏み入れた。シウダー・フアレス市内およびメキシコ各地の文化フォーラムで、さまざまな文学祭に継続的に参加した。チャベスのブログのプロフィールによれば、彼女はシウダー・フアレス自治大学（UACJ）で心理学の学位を取得し、詩集の執筆に取り組んだ。

## 死
チャベスは故郷のシウダー・フアレスで、2011年1月6日に殺害されたとみられている。チャベスの母親の声明によると、娘は友人を訪ねる予定だったが目的地に到着しなかった。2011年1月6日の朝、彼女の遺体と切断された手が発見され、頭部は黒い袋で覆われていた。1月10日、家族が遺体を確認し、翌1月11日、チャベスの死亡と、殺人への関与が疑われる3人が拘束されたことが発表された。
チワワ州司法長官カルロス・マヌエル・サラスは、チャベスの殺人は彼女の活動家としての役割とは関係がなかったと述べた。サラスによれば、チャベスは「遊びに」出かけた若者のグループと偶然遭遇し、彼らは薬物やアルコールに関与していた。
人権団体は、サラスが被害者であるチャベスに死の責任を負わせようとしていると主張した。「Justice for our Daughters」のコーディネーター、ノルマ・レデスマは、スサナ・チャベスの死はフアレスに根付く免責的態度の一端であると述べた。同様に、「May Our Daughters Return Home」の団体創設者マリセラ・オルティスは、誰もが犯罪を犯せるという考えを助長する、不寛容と免罪の文化を非難した。国際団体アムネスティ・インターナショナルも、迅速で明確な対応を求めた。
チワワ州人権委員会職員のグスタボ・デ・ラ・ローサは、事件について懸念を示すとともに、フアレスの世論は「個人的な非行ではなく組織的犯罪のみがある」と認識していることを強調した。それにもかかわらず、サラスは、自分たちは政府による制御が不可能な地域を都市の底辺層が支配する「犯罪的無政府状態」にいるとする立場を維持している。なお、拘束された3人の未成年者は、チャベスが人道的活動の中で普段関わっていた、社会的に周縁化されたグループに属していた。
逮捕後、彼らが危険で非常に暴力的なギャングであるロス・アステカスの一員で、薬物とアルコールの影響下にあったことが判明した。ロス・アステカスへの所属を自白したことでチャベスとの間で激しい口論となり、チャベスは彼らを警察に突き出すと脅したため、彼らはチャベスを殺害した。
2013年、チャベスを殺害した3人の犯人は、少年犯罪専門裁判所により最高刑である懲役15年の判決を受けた。

## 遺産
2016年夏、ペルーにおいてシンディ・アレット・コントレラス・バウティスタへの暴力事件とその後の扱いをきっかけに、女性の権利を訴えるデモ「NiUnaMenos」が行われた。この運動はスサナ・チャベスの生涯と死にちなみ「#NiUnaMenos」 と呼ばれた。